# Operação Janus
Operação Janus é uma operação da Polícia Federal do Brasil e do Ministério Público Federal (MPF), deflagrada em 20 de maio de 2016, como um desdobramento da Operação Lava Jato. O nome da operação é uma referência ao Deus romano Janus (ou Jano). A menção à divindade latina de duas faces, que olha ao mesmo tempo para o passado e para o futuro, quer mostrar como deve ser realizado o trabalho policial.
A operação é referente à investigação que apura se o ex-presidente Luiz Inácio Lula da Silva praticou tráfico internacional de influência em favor da Construtora Odebrecht (atual OEC).
Entre os alvos da operação está o sobrinho de Lula, Taiguara Rodrigues dos Santos, levado para depor. A intenção da investigação é verificar se contratos de uma empresa, que pertence a Taiguara, com a Odebrecht foram utilizados para o pagamento de vantagens indevidas.
Em outubro de 2016, o MPF denunciou o ex-presidente Lula e Marcelo Odebrecht por corrupção ativa e passiva, lavagem de dinheiro, tráfico de influência e organização criminosa, no âmbito da operação.

## Mandados
O juiz Vallisney de Souza Oliveira, da 10ª Vara Federal do Distrito Federal, responsável pelo processo, expediu quatro mandados de busca e apreensão e dois de condução coercitiva, e autorizou a quebra de sigilos bancários, fiscais e de dados telemáticos de nove suspeitos. O inquérito que embasou os mandados judiciais foi aberto em 23 de dezembro de 2015.